# Margarethenkirche (Stedtfeld)

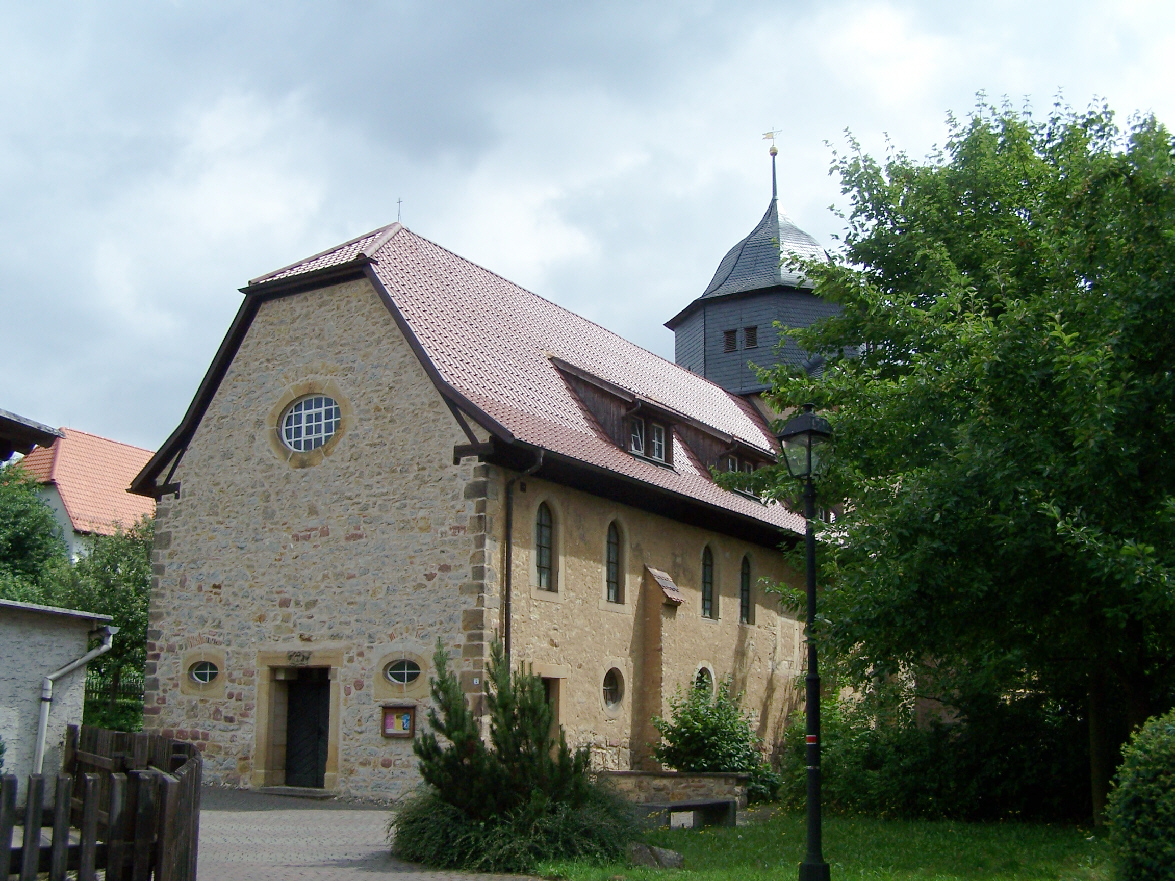
Stedtfeld, Kirche St. Margarethen

Die Margarethenkirche ist die evangelisch-lutherische Kirche des Ortsteils Stedtfeld der Stadt Eisenach in Thüringen. Sie entstand in Teilen bereits im Mittelalter.

## Lage
Die massive steinerne Saalkirche befindet sich im Ortsteil Stedtfeld mit der Adresse Lindenrain 10. Sie wird von einem kleinen ehemaligen Friedhof umgeben.

## Geschichte
Die Ursprünge der Margarethenkirche, einer ehemaligen Wehrkirche innerhalb einer Burganlage, liegen im 13. und 14. Jahrhundert: In einem historischen Dokument wird im Jahr 1339 ein Pfarrer in Stedtfeld erwähnt. Der Chorraum stammt aus der Zeit um 1500, ebenso der Triumphbogen und die Sakristei. Im Jahr 1721 wurde das Kirchenschiff um 20 Meter verlängert. Im Inneren kamen zweigeschossige Emporen hinzu.
Bei den Endkämpfen des Zweiten Weltkriegs, im April 1945 durchschlug ein Geschoss das Kirchendach, detonierte im Innenraum und schädigte das Bauwerk massiv. Bei der Instandsetzung wurde das frühere Holztonnengewölbe durch eine Kassettendecke ersetzt.
Nach der deutschen Wiedervereinigung 1990 wurden das Dach neu eingedeckt und der Innenraum neu ausgemalt.

## Architektur und Ausstattung
Der bereits früher errichtete Kirchturm hat eine Höhe von rund 25 Metern.
Im Kirchenschiff sind Grabsteine aus dem 17. und 18. Jahrhundert ausgestellt, die Skulptur einer Pietà aus dem 15. Jahrhundert findet sich hier ebenfalls. Die Pieta entstammt dem süddeutschen oder Tiroler Gebiet und soll das größte und bedeutendste Vesperbild in Thüringen sein. Ein österreichischer Militärangehöriger hatte es der Gemeinde gespendet.
Unter der Sakristei befindet sich eine Gruft. 